# Sinistralidade rodoviária
A sinistralidade rodoviária refere-se ao conjunto de acidentes de veículos ocorridos na estrada. Estes podem estar relacionados com problemas técnicos dos veículos, deficiências do traçado e do piso das estradas ou mesmo com o comportamento dos condutores.
O crescimento do número de veículos em circulação nas estradas tem como consequência o aumento do número de acidentes com vítimas. No entanto, a melhoria da segurança dos veículos e da rede rodoviária nacional permitiu que o número de acidentes, assim como a sua gravidade, diminuísse significativamente.
- Em 2010, os acidentes rodoviários provocaram 937 mortes em Portugal, 196 dos quais faleceram nos 30 dias seguintes ao desastre[1].

- Em 2011, os acidentes rodoviários em Portugal registaram 689 vítimas.
- Em 2012, os acidentes rodoviários em Portugal registaram 580 mortos[2].
- Em 2013, os acidentes rodoviários em Portugal registaram 518 mortos.[3]